# 性產業

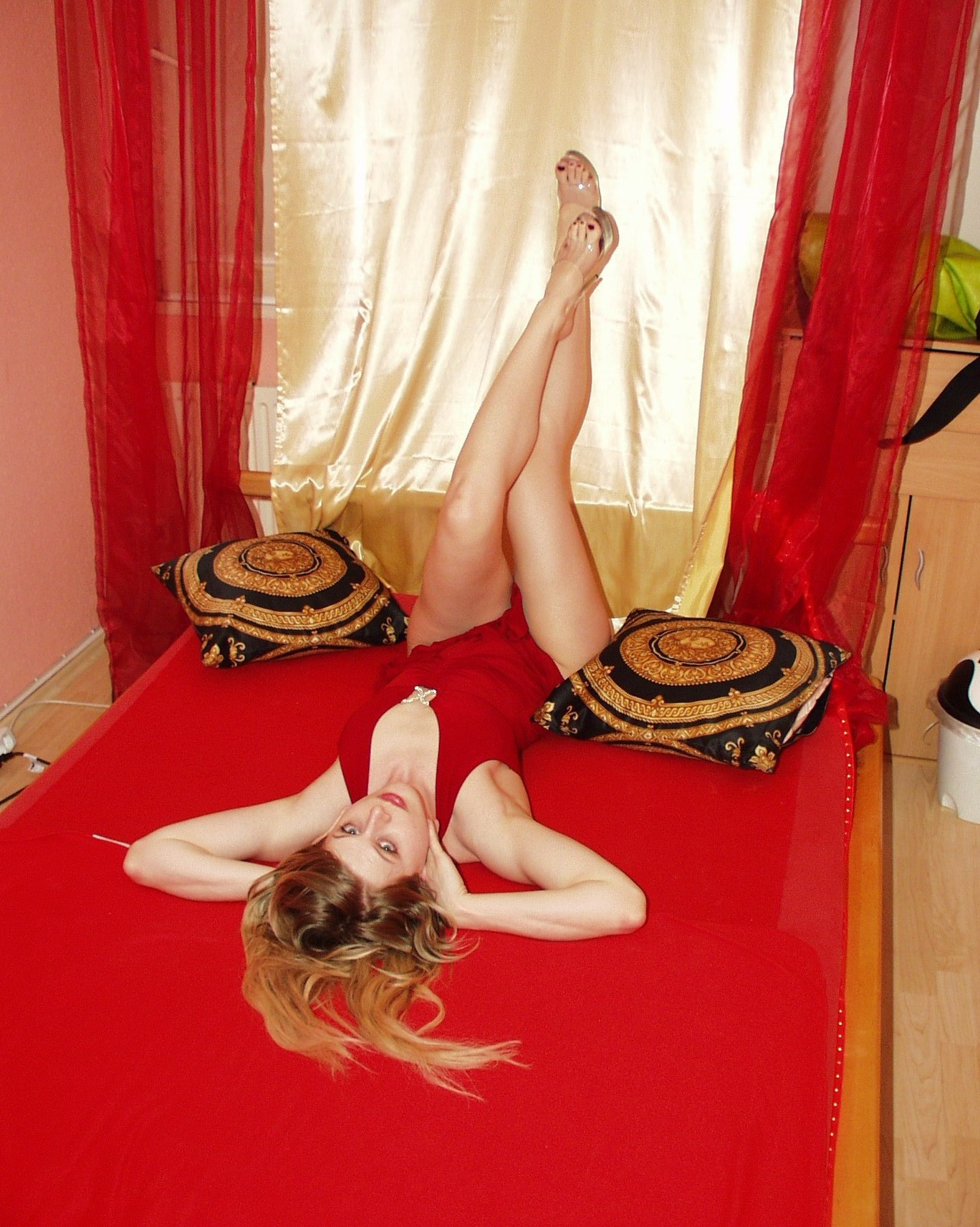
一名德国女模特儿做出撩人的姿態

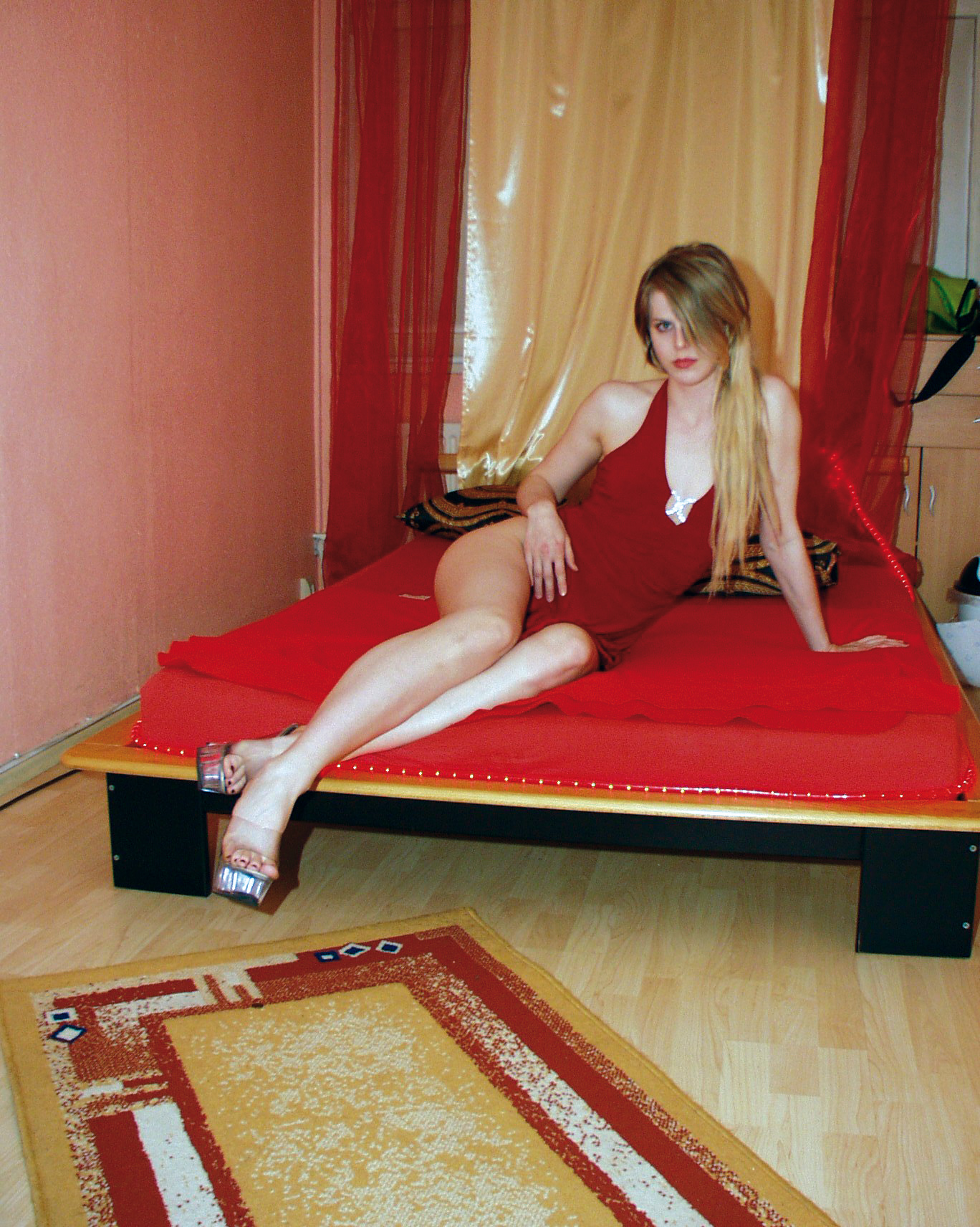
一名德国女模特儿做出撩人的姿態

性產業，包括色情產業在內，其產品多屬被認為兒童不宜的成人娛樂，例如色情片、艷舞表演等。
儘管涉及的議題很大，而不可否認的是色情產業十分普遍，並在世界經濟上有顯著地位，而且推進大眾傳播科技，例如家庭影片與網際網路多媒體。男異性戀者是性產業的最大消費族群，男同性戀者則是第二大。在很多國家，色情產業都處在合法與不合法的灰色地帶。性產業支持者認為，性產業可以教育人們的性知識，並滿足一個巨大的社會需求。支持者認為，將性產業趕入地下只會惡化相關問題。反對者則認為，性產業剝削與影響著人們——特別是年輕人，破壞社會道德，扭曲正確的性觀念，並助長對女性的物化。

## 類型及媒體
性交易行業以外的類型及媒體：

### 色情產物
- 電子遊戲，如：日本成人遊戲等成人電子遊戲。
- 出版品，如在性描寫較為露骨的情色文學、成人雜誌、漫畫、演藝明星身姿拍攝內容的成人寫真集⋯⋯等。
- 動態影像，如真人扮演或動畫作品的色情片，包括日本成人影片（AV）。
- 遠程通信媒體，如提供色情電話、色情視訊等成人网站

### 艷舞表演
豔舞，可能包括一些現場實況的活動如脫衣舞、鋼管舞、桌上舞、膝上舞等表演。

### 其他
有些介於一般色情產業與性交易之間的模糊行業，在一些地區被稱為「特種行業」，其提供的服務包含較親密的身體接觸，特別容易勾起消費者的性慾，進而希望直接進行性交易。這類行業在部分國家合法，例如日本以「性風俗關聯特殊營業」名稱入法納管。

## 色情產業在世界各地的現況

### 美國
美國對性產業的規範各洲皆不同，不過除了內華達州合法之外，其他洲皆為非法。在美國性交易屬於輕罪，通常被處以最低的罰款和懲處。

### 香港
有的香港「三級片」以性愛內容為賣點，造就了葉子楣、葉玉卿、翁虹、舒淇等名演員。
側寫香港色情及情色「三級片」次文化的電影作品包括：《色情男女》（1996年），爾東昇導演，張國榮、舒淇、莫文蔚、徐錦江、羅家英主演；《AV（青春夢工廠》（2005年），彭浩翔導演，曾國祥主演。

### 泰國

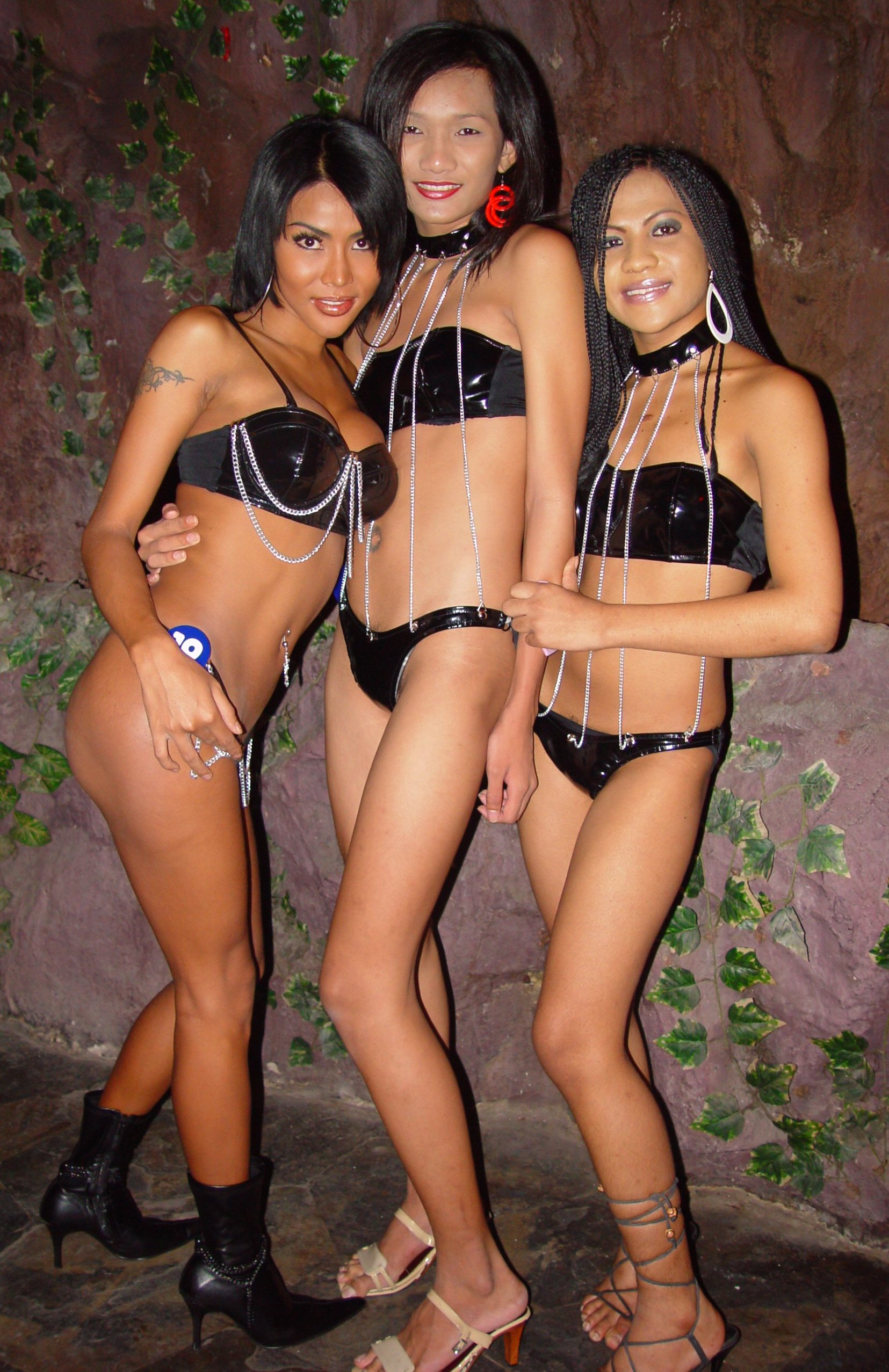
在曼谷Nana Plaza表演的「泰國人妖」舞者。

### 澳門
- 葡京沙圈（已絕跡）
- 新沙圈

### 冰島
冰島是第一個因女性主義，而非傳統宗教因素宣佈以色情營利非法的地方。

### 荷蘭
荷蘭應是第一個設置區域可以合法從事性交易與經營性產業，並且徵收稅金并立法保障性服務從業者的國家。

## 参見
- 特種行業
- 性交易
- 夜生活
- 耶稣基督的女孩
- 紅燈區